# Anna Tsyganova
Anna Tsyganova (en ruso: Анна Цыганова; Krasnoyarsk, 6 de septiembre de 1993) es una deportista rusa que compitió en escalada, especialista en la prueba de velocidad.
Ganó dos medallas en el Campeonato Mundial de Escalada, oro en 2016 y plata en 2011, y dos medallas en el Campeonato Europeo de Escalada, oro en 2013 y plata en 2017. Además, consiguió una medalla de bronce en los Juegos Mundiales de 2017.

## Palmarés internacional
| Campeonato Mundial | Campeonato Mundial           | Campeonato Mundial | Campeonato Mundial |
| Año                | Lugar                        | Medalla            | Prueba             |
| ------------------ | ---------------------------- | ------------------ | ------------------ |
| 2011               | Arco (Italia)                | Medalla de plata   | Velocidad          |
| 2016               | París (Francia)              | Medalla de oro     | Velocidad          |
| Campeonato Europeo |                              |                    |                    |
| Año                | Lugar                        | Medalla            | Prueba             |
| 2013               | Chamonix (Francia)           | Medalla de oro     | Velocidad          |
| 2017               | Campitello di Fassa (Italia) | Medalla de plata   | Velocidad          |